# Плагиомниум остроконечный
Плагиомниум остроконечный (лат. Plagiomnium cuspidatum) — листостебельный мох семейства Мниевые, вид рода Плагиомниум.

## Синонимы
- Bryum cuspidatum (Hedw.) Crome, 1803 — Бриум остроконечный
- Hypnum cuspidatum (Hedw.) F. Weber et D. Mohr, 1803 — Гипнум остроконечный
- Mnium cuspidatum (Hedw.), 1801basionym — Мниум, или мний остроконечный
- Orthomnium cuspidatum (Hedw.) T.J. Kop. et Yu Sun, 2017 [2016] — Ортомниум остроконечный
- и др.

## Описание
Растение довольно крупное, однодомное. Дерновинки рыхлые, часто обширные, зелёные, жёлто- или тёмно-зелёные, внизу войлочные. Стебель без гиалодермиса. Генеративный побег прямостоячий 2—3 см длины; вегетативный побег прямостоячий или восходящий до дуговидно согнутого. Листья сухие сильно скученные, 2—5×1—2 мм, обратнояйцевидные или яйцевидно-ромбоидальные, широко треугольно заострённые, в основании широко и длинно низбегающие; край от верхушки до середины с 1—2-клеточными острыми зубцами, направленными вперёд и кнаружи; ниже середины цельнокрайные; жилка исчезает в верхушке листа. Спорофиты часто. Спороносит в начале лета. Ножка 1,5—3,0 см, красновато-жёлтая. Коробочка поникающая или повислая, 2—3 мм длины, эллипсоидальная. Споры 22—30 мкм. Клетки листовой пластинки мелкие округлые до овальных.

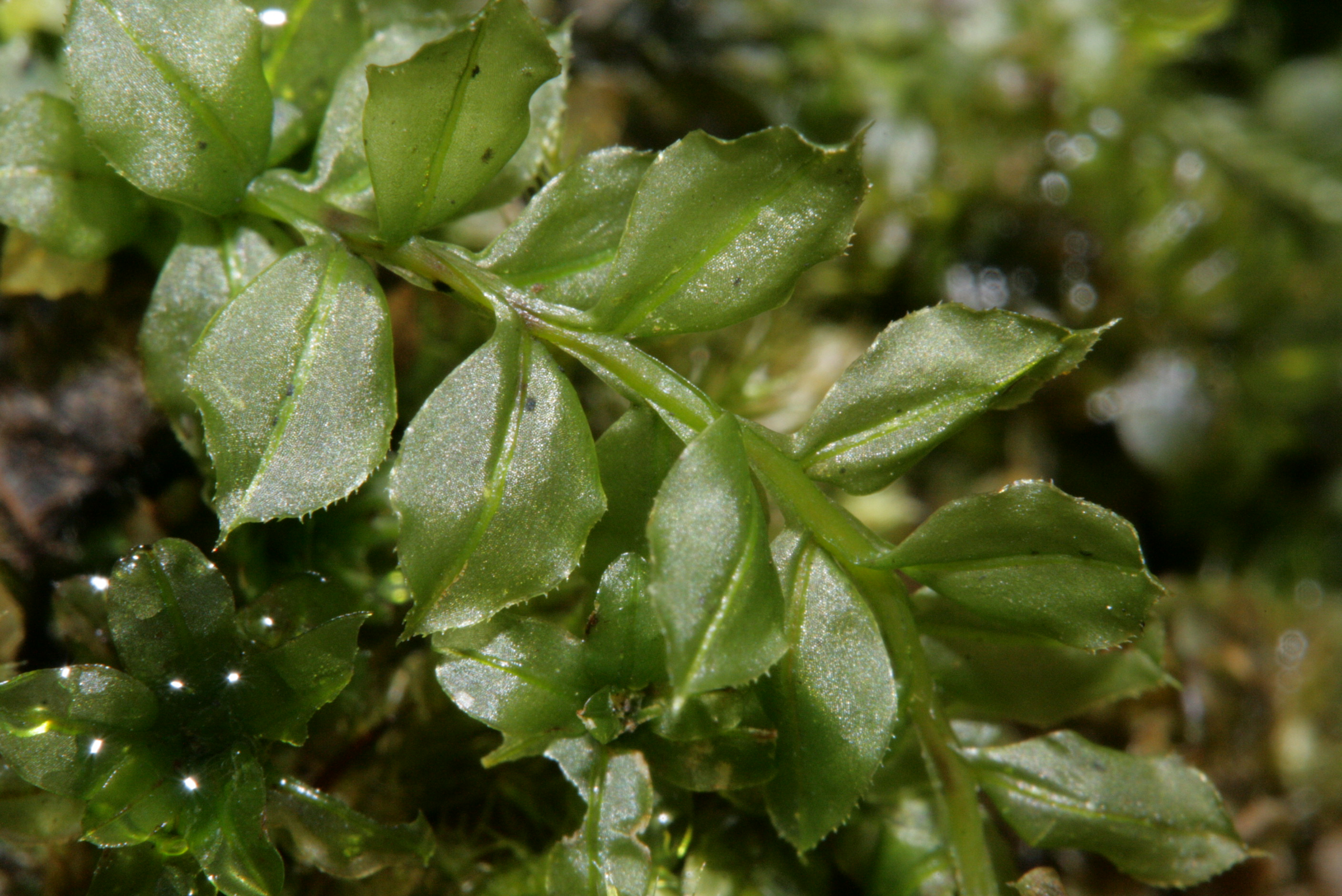
Часть побега
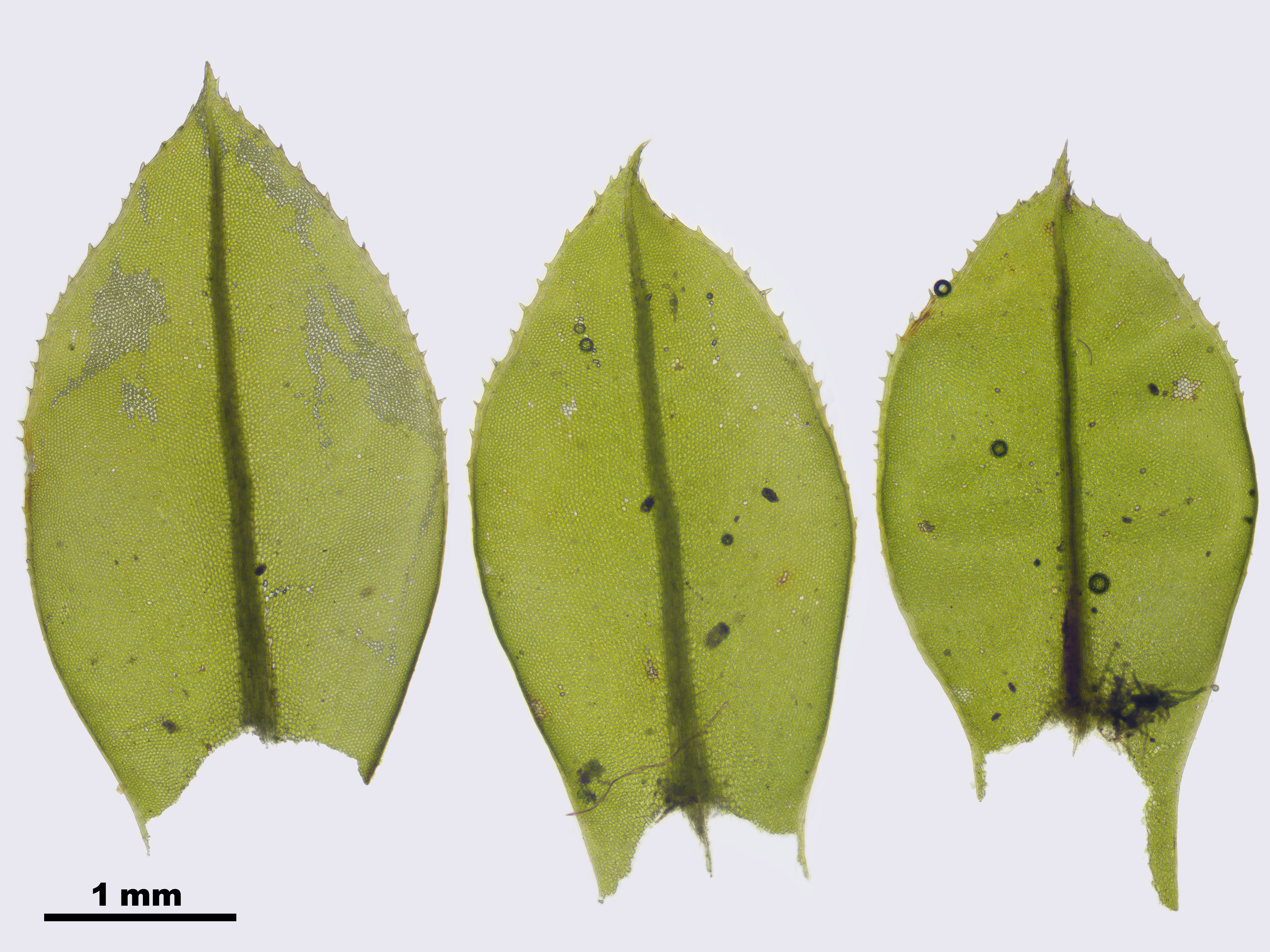
Листья
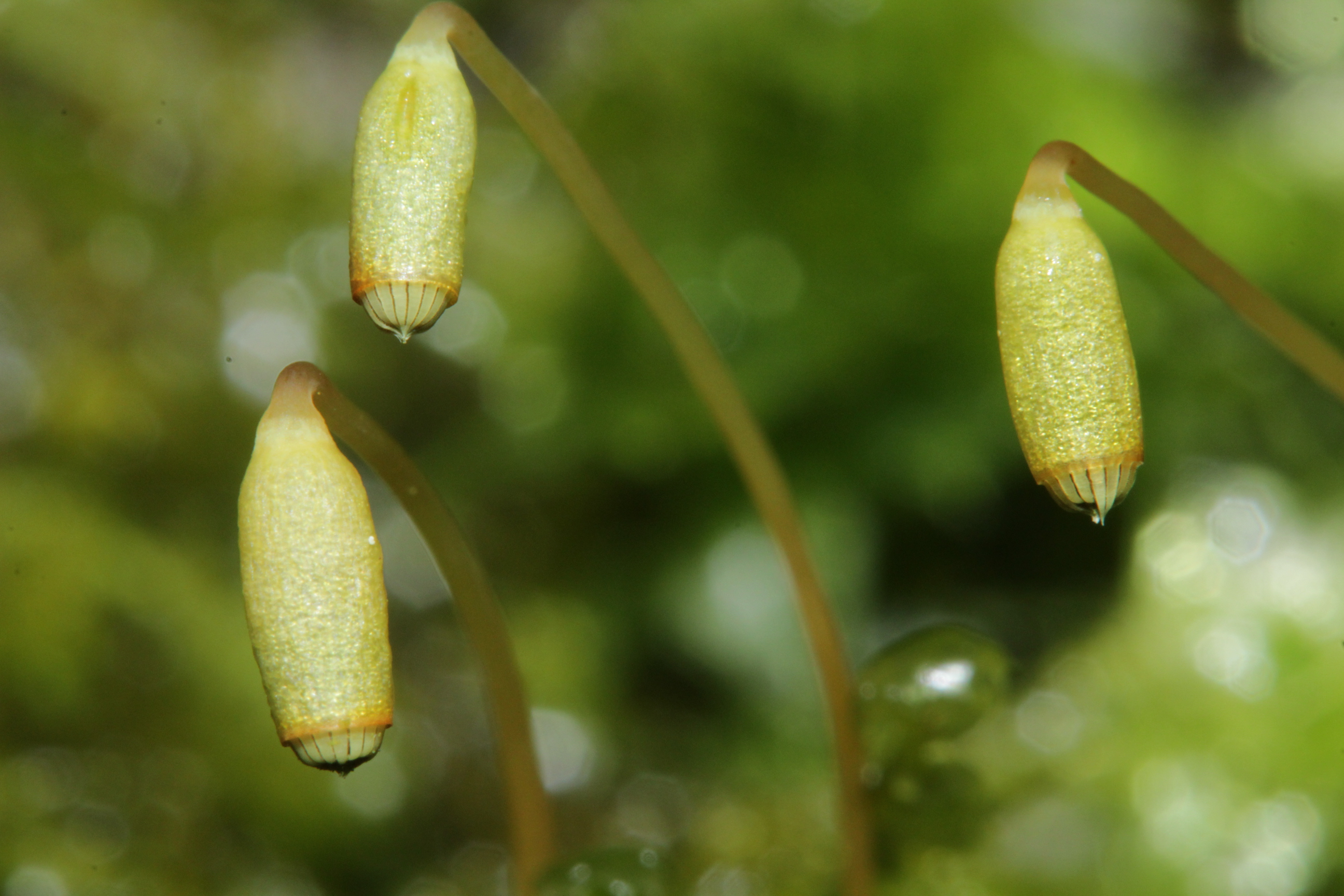
Спорофиты
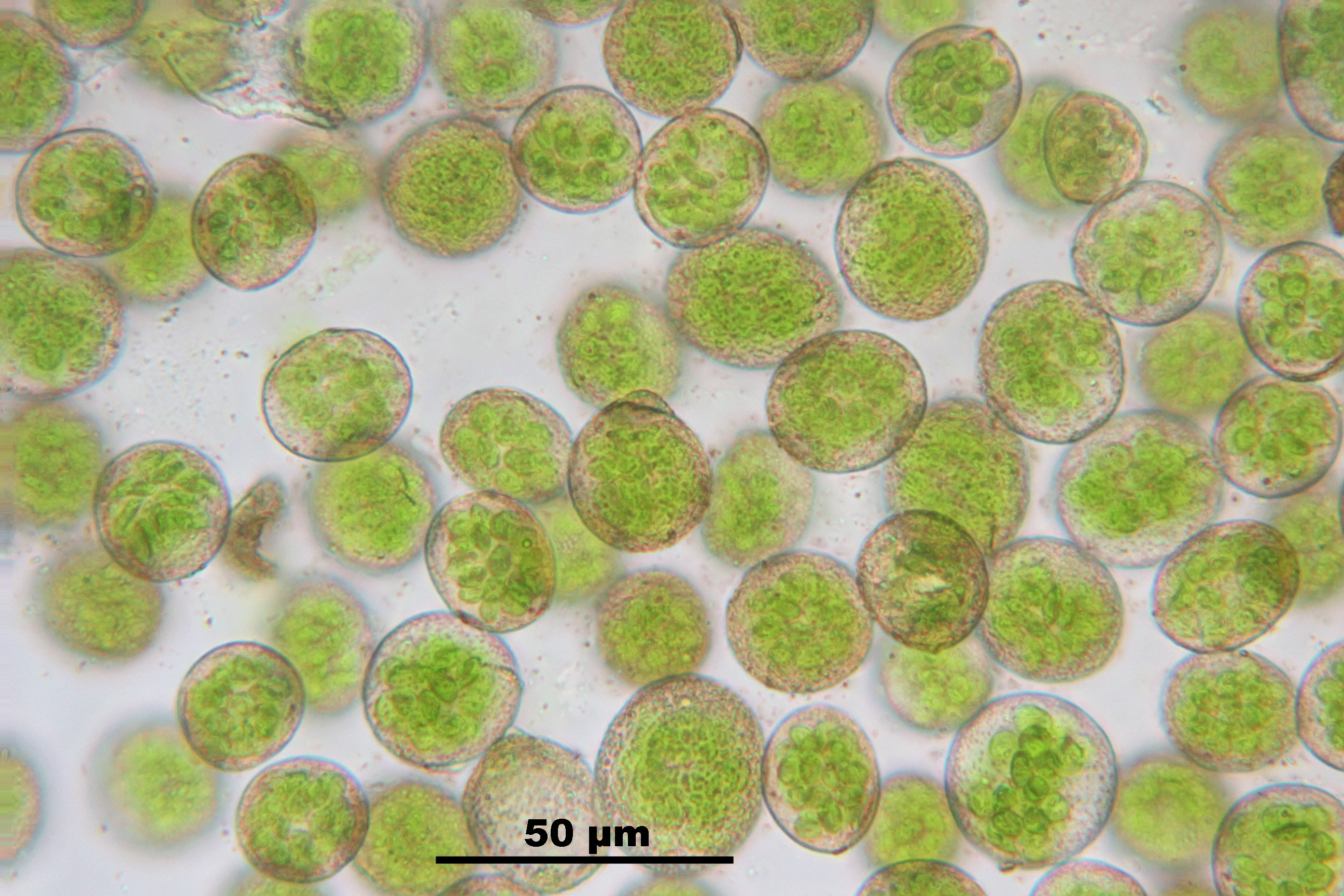
Микроскопическое изображение спор

## Среда обитания и распространение
Растёт на почве, в основании стволов, на валежнике, камнях, среди травы на лугах.
Вид широко распространён в Голартике. На территории России встречается повсеместно.